# Stig Olin
Stig Olin (født Stig Högberg; 11. september 1920 i Stockholm, død 28. juni 2008 samme sted) var en svensk skuespiller, instruktør og sanger. Han var far til skuespillerinden Lena Olin og sangeren Mats Olin (1947–2023).
Olin ligger begravet på Norra Begravningsplatsen udenfor Stockholm.

## Udvalgt filmografi
- Glade gutter i trøjen (1940)
- Den lysnende fremtid (1941)
- En læges ansvar (1941)
- Anna Lans (1943)
- Ordet (1943)
- Forfulgt (1944, ukrediteret)
- Tre sønner (1945)
- Moderhjertet (1946)
- Jaget af fortiden (1946)
- Jens Månsson i Amerika (1947)
- Kvinden uden ansigt (1947)
- Havnebyens fristelser (1948, ukrediteret)
- Eva (1948)
- Fængsel (1949)
- Flickan från tredje raden (1949)
- Sommerleg (1951)
- Fraskilt (1951)
- Barabbas (1953)
- Drømmepigen (1953, også instruktør)
- Den syvende himmel (1957, kun stemme)
- Jim og piraterne (1987)
- Arrilds tid (1988)
- Tre kärlekar (tv-serie, 1991)